# دينا رام
دينا رام (بالإنجليزية: Deena Ram) هو منافس ألعاب قوى هندي، ولد في أغسطس 1964.

## وصلات خارجية
- دينا رام على موقع الاتحاد الدولي لألعاب القوى (الإنجليزية)